# Ácido indol-3-acético
El ácido indol-3-acético (AIA, 3-AIA), típicamente llamada simplemente ácido indolacético o ácido 3-indolacético, es la fitohormona natural más común de la clase de las auxinas que actúa a nivel de los ápices, en los que hay tejido meristemático, el cual es indeferenciado. Es la más conocida de las auxinas y ha sido objeto de extensos estudios por fisiólogos de plantas. El IAA es un derivado del indol, que contiene un sustituyente carboximetilo en posición 3. Es un sólido incoloro soluble en disolventes orgánicos polares.

## Biosíntesis
El AIA se produce predominantemente en las células del ápice (yema) y en las hojas muy jóvenes de una planta. Las plantas pueden sintetizar AIA por varias vías biosintéticas independientes. Cuatro de ellas parten del triptófano, pero también existe una vía biosintética independiente del triptófano.  Las plantas producen principalmente AIA a partir del triptófano a través del ácido indol-3-pirúvico. El AIA también se produce a partir del triptófano a través de la indol-3-acetaldoxima en Arabidopsis thaliana.
En ratas, el AIA es un producto del metabolismo microbiano endógeno y colónico del triptófano de la dieta junto con el triptofol. Esto se observó por primera vez en ratas infectadas por Trypanosoma brucei gambiense. Un experimento de 2015 mostró que una dieta alta en triptófano puede disminuir los niveles séricos de AIA en ratones, pero que en humanos, el consumo de proteínas no tiene un efecto predecible confiable sobre los niveles plasmáticos de AIA. Se sabe que las células humanas producen AIA in vitro desde la década de 1950.

## Efectos biológicos en plantas
- Inhibe el desarrollo de las yemas axiales, dando origen a un fenómeno que se conoce como dominancia apical.
- Promueve el fototropismo positivo.
- Promueve y provoca el desarrollo de raíces laterales y adventicias.
- Estimula el desarrollo de los frutos.

La influencia de este en las yemas depende del ángulo de crecimiento de la rama ya que la distribución de esta hormona presenta sentido basípeto (desde el ápice hacia abajo).

## Síntesis química
Químicamente, se puede sintetizar mediante la reacción de indol con ácido glicólico en presencia de una base a 250 °C:
Alternativamente, el compuesto se puede sintetizar mediante síntesis de indol de Fischer utilizando ácido glutámico y fenilhidrazina. El ácido glutámico se convierte en el aldehído necesario mediante la degradación de Strecker.